# Gran Premi de França del 1962
Resultats del Gran Premi de França de Fórmula 1 de la temporada 1962, disputat al circuit de Rouen-Les-Essarts el 8 de juliol del 1962.

## Resultats
| Pos | No | Pilot                   | Equip           | Voltes | Temps/ Retirada           | Pos. de sortida | Punts |
| --- | -- | ----------------------- | --------------- | ------ | ------------------------- | --------------- | ----- |
| 1   | 30 | Dan Gurney              | Porsche         | 54     | 2h 07' 05. 5              | 6               | 9     |
| 2   | 24 | Tony Maggs              | Cooper - Climax | 53     | + 1 Volta                 | 11              | 6     |
| 3   | 10 | Richie Ginther          | BRM             | 52     | + 2 Voltes                | 10              | 4     |
| 4   | 22 | Bruce McLaren           | Cooper - Climax | 51     | + 3 Voltes                | 3               | 3     |
| 5   | 18 | John Surtees            | Lola - Climax   | 51     | + 3 Voltes                | 5               | 2     |
| 6   | 38 | Carel Godin de Beaufort | Porsche         | 51     | + 3 Voltes                | 17              | 1     |
| 7   | 28 | Maurice Trintignant     | Lotus - Climax  | 50     | + 4 Voltes                | 13              |       |
| 8   | 14 | Trevor Taylor           | Lotus - Climax  | 48     | + 6 Voltes                | 12              |       |
| 9   | 8  | Graham Hill             | BRM             | 44     | + 10 Voltes               | 2               |       |
| Ret | 32 | Jo Bonnier              | Porsche         | 43     | Probl. amb el combustible | 9               |       |
| Ret | 12 | Jim Clark               | Lotus - Climax  | 34     | Suspensions               | 1               |       |
| Ret | 42 | Jackie Lewis            | Cooper - Climax | 28     | Accident                  | 16              |       |
| Ret | 20 | Roy Salvadori           | Lola - Climax   | 21     | Pressió de l'oli          | 14              |       |
| Ret | 34 | Masten Gregory          | Lotus - BRM     | 15     | Sobreescalfament          | 7               |       |
| Ret | 26 | Jack Brabham            | Lotus - Climax  | 11     | Suspensions               | 4               |       |
| Ret | 40 | Jo Siffert              | Lotus - BRM     | 6      | Embragatge                | 15              |       |
| Ret | 36 | Innes Ireland           | Lotus - Climax  | 1      | Punxada                   | 8               |       |
| WD  | 16 | Peter Arundell          | Lotus           |        | Sense cotxe               |                 |       |
| WD  | -  | Tony Marsh              | BRM             |        | Sense cotxe               |                 |       |
| WD  | -  | Colin Davis             | Porsche         |        |                           |                 |       |
| WD  | -  | Carlo Abate             | Lotus-Climax    |        |                           |                 |       |
| WD  | -  | Ian Burgess             | Cooper - Climax |        |                           |                 |       |

## Altres
- Pole: Jim Clark 2' 14. 8

- Volta ràpida: Graham Hill 2' 16. 9 (a la volta 32)